# Yu-Gi-Oh! Power of Chaos: Yugi the Destiny
 (février 2017).
Si vous disposez d'ouvrages ou d'articles de référence ou si vous connaissez des sites web de qualité traitant du thème abordé ici, merci de compléter l'article en donnant les références utiles à sa vérifiabilité et en les liant à la section « Notes et références ».
Yu-Gi-Oh! Power of Chaos: Yugi the Destiny est le premier jeu sur ordinateur issu de l'univers du manga Yu-Gi-Oh! de Kazuki Takahashi. Il est également le premier volet de la trilogie Power of Chaos formée avec Yu-Gi-Oh! Power of Chaos: Kaiba the Revenge et Yu-Gi-Oh! Power of Chaos: Joey the Passion.

## Système de jeu

### Généralités
Dans ce jeu, le joueur affronte Yûgi en personne sur un thème égyptien. Yûgi n'hésite pas à déstabiliser le joueur grâce aux quelques animations présentes dans le jeu (activation de la carte magie "Épée de Révélation de la Lumière" entre autres) et au fait qu'il annonce chacune de ses actions. Le joueur pourra retrouver 155 cartes du jeu officiel et aller jusqu'à mettre dans son deck le légendaire "Exodia, l'Interdit".

Si le jeu est en français, Yûgi parle en anglais (à noter : un patch permettant de jouer avec la voix française de Yûgi a été fourni dans le jeu Yu-Gi-Oh! Power of Chaos: Kaiba the Revenge).

### Règles
Les règles sont les mêmes que pour le jeu de cartes Yu-Gi-Oh!.

### Modes
Deux modes de jeu, un mode de relecture et un mode d'apprentissage sont au programme.
- Le mode Duel Unique permet de faire un duel dont l'issue sera une carte en cas de victoire.
- Le mode Duel Match est constitué de 3 duels. Il s'arrête lorsque l'un des joueurs a gagné deux d'entre eux, ou en cas d'égalité. 3 cartes seront remises au joueur s'il gagne
- Le mode Replay permet de revoir en tant que spectateur les duels enregistrés. La proposition d'enregistrement se fait à la fin de chaque duel, en cas de victoire ou de défaite.
- Le mode Consignes permettra aux débutants d'en apprendre davantage sur le monde du duel.

## Accueil
- Jeuxvideo.com : 13/20[1]